# آل سلامة (الرياشية)

تعديل مصدري - تعديل

آل سلامة هي إحدى قرى عزلة وادي الرياشية بمديرية الرياشية التابعة لمحافظة البيضاء، بلغ تعداد سكانها 507 نسمة حسب تعداد اليمن لعام 2004.